# Francesca Lanciano
Francesca Lanciano (* 3. April 1994) ist eine italienische Dreispringerin.

## Sportliche Laufbahn
Erste internationale Erfahrungen sammelte Francesca Lanciano 2011 bei den Jugendweltmeisterschaften nahe Lille, bei denen sie mit 12,28 m den elften Platz belegte. Im Jahr darauf erreichte sie bei den Juniorenweltmeisterschaften in Barcelona mit 12,95 m Rang zwölf und 2013 schied sie bei den Junioreneuropameisterschaften in Rieti mit 12,61 m in der Qualifikation aus. 2019 nahm sie an der Sommer-Universiade in Neapel teil und wurde dort mit 13,46 m Fünfte.
2019 wurde Lanciano italienische Hallenmeisterin im Dreisprung.

## Persönliche Bestleistungen
- Dreisprung: 13,59 m (+1,6 m/s), 11. Juli 2012 in Barcelona
  - Dreisprung (Halle): 13,57 m, 17. Februar 2019 in Ancona